# Playoffs NBA 1961
Los Playoffs de la NBA de 1961 fueron el torneo final de la temporada 1960-61 de la NBA. Concluyó con la victoria de Boston Celtics, campeón de la División Este, sobre St. Louis Hawks, campeón de la División Oeste, por 4–1.
Para los Celtics sería el tercer título consecutivo y el cuarto en el cómputo global. Esta sería la última aparición de los Hawks en las Finales de la NBA, trasladándose más tarde a Atlanta.

## Tabla
|  | Semifinales de División | Semifinales de División | Semifinales de División |   |  | Finales de División | Finales de División | Finales de División |  |  | Finales de la NBA | Finales de la NBA | Finales de la NBA |
|  |                         |                         |                         |   |  |                     |                     |                     |  |  |                   |                   |                   |
|  | E3                      | Syracuse                | 3                       |   |  | E1                  | Boston              | 4                   |  |  |                   |                   |                   |
|  | E3                      | Syracuse                | 3                       |   |  | E1                  | Boston              | 4                   |  |  |                   |                   |                   |
|  | E2                      | Philadelphia            | 0                       |   |  | E3                  | Syracuse            | 1                   |  |  |                   |                   |                   |
|  | E2                      | Philadelphia            | 0                       |   |  | E3                  | Syracuse            | 1                   |  |  |                   |                   |                   |
|  |                         |                         |                         |   |  | División Este       |                     |                     |  |  |                   |                   |                   |
|  |                         |                         |                         |   |  |                     |                     |                     |  |  |                   |                   |                   |
|  |                         |                         |                         |   |  |                     |                     |                     |  |  | E1                | Boston            | 4                 |
|  |                         |                         |                         |   |  |                     |                     |                     |  |  | E1                | Boston            | 4                 |
|  |                         | O1                      | St. Louis               | 1 |  |                     |                     |                     |  |  |                   |                   |                   |
|  |                         |                         |                         |   |  |                     |                     |                     |  |  |                   |                   |                   |
|  |                         |                         |                         |   |  |                     |                     |                     |  |  |                   |                   |                   |
|  |                         |                         |                         |   |  |                     |                     |                     |  |  |                   |                   |                   |
|  | O3                      | Detroit                 | 2                       |   |  | O1                  | St. Louis           | 4                   |  |  |                   |                   |                   |
|  | O3                      | Detroit                 | 2                       |   |  | O1                  | St. Louis           | 4                   |  |  |                   |                   |                   |
|  | O2                      | Los Angeles             | 3                       |   |  | O2                  | Los Angeles         | 3                   |  |  |                   |                   |                   |
|  | O2                      | Los Angeles             | 3                       |   |  | O2                  | Los Angeles         | 3                   |  |  |                   |                   |                   |
|  |                         |                         |                         |   |  | División Oeste      |                     |                     |  |  |                   |                   |                   |
|  |                         |                         |                         |   |  |                     |                     |                     |  |  |                   |                   |                   |

## Semifinales de División

### Semifinales División Este

#### (2) Philadelphia Warriors vs. (3) Syracuse Nationals
| 14 de marzo                     | Syracuse Nationals                                                 | 115–107              | Philadelphia Warriors                                           |                                                                                            |  |  |
|                                 | Parciales: 34–24, 23–32, 29–19, 29–32                              |                      |                                                                 |                                                                                            |  |  |
|                                 | Estadísticas Larry Costello 28 Swede Halbrook 15 Larry Costello 11 | Reporte Pts Reb Asts | Estadísticas Wilt Chamberlain 46 Wilt Chamberlain 32 Tom Gola 7 | Pabellón: Philadelphia Civic Center, Filadelfia, Pensilvania Asistencia: 4391 espectadores |  |  |
| Syracuse lidera las series, 1–0 |                                                                    |                      |                                                                 |                                                                                            |  |  |
|                                 |                                                                    |                      |                                                                 |                                                                                            |  |  |

| 16 de marzo                     | Philadelphia Warriors                                                          | 114–115              | Syracuse Nationals                                          |                                                                                   |  |  |
|                                 | Parciales: 22–26, 35–28, 22–39, 35–22                                          |                      |                                                             |                                                                                   |  |  |
|                                 | Estadísticas Wilt Chamberlain 32 Wilt Chamberlain 14 Arizin, Attles 5 cada uno | Reporte Pts Reb Asts | Estadísticas Hal Greer 26 Dolph Schayes 14 Larry Costello 6 | Pabellón: Onondaga War Memorial, Syracuse, New York Asistencia: 5304 espectadores |  |  |
| Syracuse lidera las series, 2–0 |                                                                                |                      |                                                             |                                                                                   |  |  |
|                                 |                                                                                |                      |                                                             |                                                                                   |  |  |

| 18 de marzo                   | Syracuse Nationals                                          | 106–103              | Philadelphia Warriors                                                         |                                                              |  |  |
|                               | Parciales: 31–22, 19–30, 27–30, 29–21                       |                      |                                                                               |                                                              |  |  |
|                               | Estadísticas Larry Costello 20 Red Kerr 18 Larry Costello 8 | Reporte Pts Reb Asts | Estadísticas Wilt Chamberlain 33 Wilt Chamberlain 23 Gola, Rodgers 5 cada uno | Pabellón: Philadelphia Civic Center, Filadelfia, Pensilvania |  |  |
| Syracuse gana las series, 3–0 |                                                             |                      |                                                                               |                                                              |  |  |
|                               |                                                             |                      |                                                                               |                                                              |  |  |

Este fue el octavo encuentro de playoffs entre estos dos equipos, con los 76ers/Nationals ganando cuatro de los primeros siete encuentros.
| 1950 | Philadelphia Warriors | 0–2 | Syracuse Nationals |                                            |
|      |                       |     |                    |                                            |
|      |                       |     |                    | Pabellón: 1950 Eastern Division Semifinals |

| 1951 | Philadelphia Warriors | 0–2 | Syracuse Nationals |                                            |
|      |                       |     |                    |                                            |
|      |                       |     |                    | Pabellón: 1951 Eastern Division Semifinals |

| 1952 | Philadelphia Warriors | 1–2 | Syracuse Nationals |                                            |
|      |                       |     |                    |                                            |
|      |                       |     |                    | Pabellón: 1952 Eastern Division Semifinals |

| 1956 | Philadelphia Warriors | 3–2 | Syracuse Nationals |                                        |
|      |                       |     |                    |                                        |
|      |                       |     |                    | Pabellón: 1956 Eastern Division Finals |

| 1957 | Philadelphia Warriors | 0–2 | Syracuse Nationals |                                            |
|      |                       |     |                    |                                            |
|      |                       |     |                    | Pabellón: 1957 Eastern Division Semifinals |

| 1958 | Philadelphia Warriors | 2–1 | Syracuse Nationals |                                            |
|      |                       |     |                    |                                            |
|      |                       |     |                    | Pabellón: 1958 Eastern Division Semifinals |

| 1960 | Philadelphia Warriors | 2–1 | Syracuse Nationals |                                            |
|      |                       |     |                    |                                            |
|      |                       |     |                    | Pabellón: 1960 Eastern Division Semifinals |

### Semifinales División Oeste

#### (2) Los Angeles Lakers vs. (3) Detroit Pistons
| 14 de marzo                        | Detroit Pistons                           | 102–120         | Los Angeles Lakers                        |                                                                      |  |  |
|                                    | Parciales: 25–30, 28–29, 23–34, 26–27     |                 |                                           |                                                                      |  |  |
|                                    | Estadísticas Gene Shue 20 Walter Dukes 11 | Reporte Pts Reb | Estadísticas Elgin Baylor 40 Ray Felix 21 | Pabellón: Los Angeles Memorial Sports Arena, Los Ángeles, California |  |  |
| Los Angeles lidera las series, 1–0 |                                           |                 |                                           |                                                                      |  |  |
|                                    |                                           |                 |                                           |                                                                      |  |  |

| 15 de marzo                        | Detroit Pistons                                     | 118–127         | Los Angeles Lakers                           | |  |  |
|                                    | Parciales: 24–30, 31–24, 28–37, 35–36               |                 |                                              | |  |  |
|                                    | Estadísticas McMillon, Shue 24 each Walter Dukes 12 | Reporte Pts Reb | Estadísticas Elgin Baylor 49 Elgin Baylor 21 | Pabellón: Los Angeles Memorial Sports Arena, Los Ángeles, California Asistencia: 4253 espectadores |  |  |
| Los Angeles lidera las series, 2–0 |                                                     |                 |                                              | |  |  |
|                                    |                                                     |                 |                                              | |  |  |

| 17 de marzo                        | Los Angeles Lakers                    | 113–124     | Detroit Pistons           |                                                                            |  |  |
|                                    | Parciales: 25–24, 25–42, 29–35, 34–23 |             |                           |                                                                            |  |  |
|                                    | Estadísticas Elgin Baylor 26          | Reporte Pts | Estadísticas Bob Ferry 30 | Pabellón: Detroit Olympia, Detroit, Míchigan Asistencia: 3422 espectadores |  |  |
| Los Angeles lidera las series, 2–1 |                                       |             |                           |                                                                            |  |  |
|                                    |                                       |             |                           |                                                                            |  |  |

| 18 de marzo           | Los Angeles Lakers                    | 114–123     | Detroit Pistons           |                                              |  |  |
|                       | Parciales: 39–30, 21–27, 25–37, 29–29 |             |                           |                                              |  |  |
|                       | Estadísticas Elgin Baylor 47          | Reporte Pts | Estadísticas Gene Shue 29 | Pabellón: Detroit Olympia, Detroit, Míchigan |  |  |
| Series empatadas, 2–2 |                                       |             |                           |                                              |  |  |
|                       |                                       |             |                           |                                              |  |  |

| 19 de marzo                      | Detroit Pistons                        | 120–137         | Los Angeles Lakers                                     | |  |  |
|                                  | Parciales: 21–34, 25–27, 32–43, 42–33  |                 |                                                        | |  |  |
|                                  | Estadísticas Bob Ferry 25 Bob Ferry 16 | Reporte Pts Reb | Estadísticas Elgin Baylor 35 Baylor, Felix 15 cada uno | Pabellón: Los Angeles Memorial Sports Arena, Los Ángeles, California Asistencia: 3705 espectadores |  |  |
| Los Angeles gana las series, 3–2 |                                        |                 |                                                        | |  |  |
|                                  |                                        |                 |                                                        | |  |  |

Este fue el octavo encuentro de playoffs entre estos dos equipos, con los Lakers ganando seis de los primeros siete encuentros cuando los Lakers estaban en Minneapolis.
| 1950 | Fort Wayne Pistons | 0–2 | Minneapolis Lakers |                                        |
|      |                    |     |                    |                                        |
|      |                    |     |                    | Pabellón: 1950 Central Division Finals |

| 1953 | Fort Wayne Pistons | 2–3 | Minneapolis Lakers |                                        |
|      |                    |     |                    |                                        |
|      |                    |     |                    | Pabellón: 1953 Western Division Finals |

| 1954 | Fort Wayne Pistons | 0–2 | Minneapolis Lakers |                                                        |
|      |                    |     |                    |                                                        |
|      |                    |     |                    | Pabellón: 1954 Western Division Round Robin Semifinals |

| 1955 | Fort Wayne Pistons | 3–1 | Minneapolis Lakers |                                        |
|      |                    |     |                    |                                        |
|      |                    |     |                    | Pabellón: 1955 Western Division Finals |

| 1957 | Fort Wayne Pistons | 0–2 | Minneapolis Lakers |                                            |
|      |                    |     |                    |                                            |
|      |                    |     |                    | Pabellón: 1957 Western Division Semifinals |

| 1959 | Detroit Pistons | 1–2 | Minneapolis Lakers |                                            |
|      |                 |     |                    |                                            |
|      |                 |     |                    | Pabellón: 1959 Western Division Semifinals |

| 1960 | Detroit Pistons | 0–2 | Minneapolis Lakers |                                            |
|      |                 |     |                    |                                            |
|      |                 |     |                    | Pabellón: 1960 Western Division Semifinals |

## Finales de División

### Finales División Este

#### (1) Boston Celtics vs. (3) Syracuse Nationals
| 19 de marzo                   | Syracuse Nationals                                         | 115–128          | Boston Celtics                           |                                                                              |  |  |
|                               | Parciales: 29–37, 27–22, 28–35, 31–34                      |                  |                                          |                                                                              |  |  |
|                               | Estadísticas Dolph Schayes 26 Schayes, Costello 6 cada uno | Reporte Pts Asts | Estadísticas Frank Ramsey 25 Bob Cousy 9 | Pabellón: Boston Garden, Boston, Massachusetts Asistencia: 7728 espectadores |  |  |
| Boston lidera las series, 1–0 |                                                            |                  |                                          |                                                                              |  |  |
|                               |                                                            |                  |                                          |                                                                              |  |  |

| 21 de marzo           | Boston Celtics                              | 98–115           | Syracuse Nationals                             |                                                                                   |  |  |
|                       | Parciales: 21–28, 30–26, 20–33, 27–28       |                  |                                                |                                                                                   |  |  |
|                       | Estadísticas Bill Russell 17 Bill Russell 5 | Reporte Pts Asts | Estadísticas Dolph Schayes 32 Larry Costello 9 | Pabellón: Onondaga War Memorial, Syracuse, New York Asistencia: 6657 espectadores |  |  |
| Series empatadas, 1–1 |                                             |                  |                                                |                                                                                   |  |  |
|                       |                                             |                  |                                                |                                                                                   |  |  |

| 23 de marzo                   | Syracuse Nationals                                        | 110–133              | Boston Celtics                                            |                                                                                |  |  |
|                               | Parciales: 27–35, 25–31, 29–42, 29–25                     |                      |                                                           |                                                                                |  |  |
|                               | Estadísticas Dick Barnett 22 Red Kerr 11 Larry Costello 4 | Reporte Pts Reb Asts | Estadísticas Bill Sharman 30 Bill Russell 39 Bob Cousy 12 | Pabellón: Boston Garden, Boston, Massachusetts Asistencia: 11 754 espectadores |  |  |
| Boston lidera las series, 2–1 |                                                           |                      |                                                           |                                                                                |  |  |
|                               |                                                           |                      |                                                           |                                                                                |  |  |

| 25 de marzo                   | Boston Celtics                           | 120–107          | Syracuse Nationals                                         |                                                     |  |  |
|                               | Parciales: 25–20, 32–25, 29–33, 34–29    |                  |                                                            |                                                     |  |  |
|                               | Estadísticas Tom Heinsohn 22 Bob Cousy 9 | Reporte Pts Asts | Estadísticas Dolph Schayes 23 Barnett, Costello 4 cada uno | Pabellón: Onondaga War Memorial, Syracuse, New York |  |  |
| Boston lidera las series, 3–1 |                                          |                  |                                                            |                                                     |  |  |
|                               |                                          |                  |                                                            |                                                     |  |  |

| 26 de marzo                 | Syracuse Nationals                                                     | 101–123              | Boston Celtics                                              |                                                                                |  |  |
|                             | Parciales: 25–23, 32–36, 26–29, 18–35                                  |                      |                                                             |                                                                                |  |  |
|                             | Estadísticas Dick Barnett 25 Swede Halbrook 14 four players 4 cada uno | Reporte Pts Reb Asts | Estadísticas Bill Sharman 27 Bill Russell 33 Frank Ramsey 6 | Pabellón: Boston Garden, Boston, Massachusetts Asistencia: 12 292 espectadores |  |  |
| Boston gana las series, 4–1 |                                                                        |                      |                                                             |                                                                                |  |  |
|                             |                                                                        |                      |                                                             |                                                                                |  |  |

Este fue el octavo encuentro de playoffs entre estos dos equipos, con los Nationals ganando cuatro de los primeros siete encuentros.
| 1953 | Boston Celtics | 2–0 | Syracuse Nationals |                                            |
|      |                |     |                    |                                            |
|      |                |     |                    | Pabellón: 1953 Eastern Division Semifinals |

| 1954 | Boston Celtics | 0–2 | Syracuse Nationals |                                                        |
|      |                |     |                    |                                                        |
|      |                |     |                    | Pabellón: 1954 Eastern Division Round Robin Semifinals |

| 1954 | Boston Celtics | 0–2 | Syracuse Nationals |                                        |
|      |                |     |                    |                                        |
|      |                |     |                    | Pabellón: 1954 Eastern Division Finals |

| 1955 | Boston Celtics | 1–3 | Syracuse Nationals |                                        |
|      |                |     |                    |                                        |
|      |                |     |                    | Pabellón: 1955 Eastern Division Finals |

| 1956 | Boston Celtics | 1–2 | Syracuse Nationals |                                            |
|      |                |     |                    |                                            |
|      |                |     |                    | Pabellón: 1956 Eastern Division Semifinals |

| 1957 | Boston Celtics | 3–0 | Syracuse Nationals |                                        |
|      |                |     |                    |                                        |
|      |                |     |                    | Pabellón: 1957 Eastern Division Finals |

| 1959 | Boston Celtics | 4–3 | Syracuse Nationals |                                        |
|      |                |     |                    |                                        |
|      |                |     |                    | Pabellón: 1959 Eastern Division Finals |

### Finales División Oeste

#### (1) St. Louis Hawks vs. (2) Los Angeles Lakers
| March 2121 de marzo                | Los Angeles Lakers                           | 122–118         | St. Louis Hawks                          |                                                                           |  |  |
|                                    | Parciales: 34–29, 29–34, 27–27, 32–28        |                 |                                          |                                                                           |  |  |
|                                    | Estadísticas Elgin Baylor 44 Elgin Baylor 14 | Reporte Pts Reb | Estadísticas Bob Pettit 28 Bob Pettit 20 | Pabellón: Kiel Auditorium, San Luis, Misuri Asistencia: 8147 espectadores |  |  |
| Los Angeles lidera las series, 1–0 |                                              |                 |                                          |                                                                           |  |  |
|                                    |                                              |                 |                                          |                                                                           |  |  |

| 22 de marzo           | Los Angeles Lakers                          | 106–121         | St. Louis Hawks                                |                                                                           |  |  |
|                       | Parciales: 25–31, 31–31, 22–30, 28–29       |                 |                                                |                                                                           |  |  |
|                       | Estadísticas Elgin Baylor 35 Elgin Baylor 9 | Reporte Pts Reb | Estadísticas Clyde Lovellette 28 Bob Pettit 19 | Pabellón: Kiel Auditorium, San Luis, Misuri Asistencia: 8472 espectadores |  |  |
| Series empatadas, 1–1 |                                             |                 |                                                |                                                                           |  |  |
|                       |                                             |                 |                                                |                                                                           |  |  |

| 24 de marzo                        | St. Louis Hawks                          | 112–118         | Los Angeles Lakers                           | |  |  |
|                                    | Parciales: 28–29, 22–31, 28–29, 34–29    |                 |                                              | |  |  |
|                                    | Estadísticas Bob Pettit 26 Bob Pettit 13 | Reporte Pts Reb | Estadísticas Elgin Baylor 25 Elgin Baylor 18 | Pabellón: Los Angeles Memorial Sports Arena, Los Ángeles, California Asistencia: 5006 espectadores |  |  |
| Los Angeles lidera las series, 2–1 |                                          |                 |                                              | |  |  |
|                                    |                                          |                 |                                              | |  |  |

| 25 de marzo           | St. Louis Hawks                          | 118–117         | Los Angeles Lakers                         | |  |  |
|                       | Parciales: 28–26, 29–31, 31–29, 30–31    |                 |                                            | |  |  |
|                       | Estadísticas Bob Pettit 40 Bob Pettit 18 | Reporte Pts Reb | Estadísticas Jerry West 33 Elgin Baylor 15 | Pabellón: Los Angeles Memorial Sports Arena, Los Ángeles, California Asistencia: 4923 espectadores |  |  |
| Series empatadas, 2–2 |                                          |                 |                                            | |  |  |
|                       |                                          |                 |                                            | |  |  |

| 27 de marzo                        | Los Angeles Lakers                           | 121–112         | St. Louis Hawks                           |                                             |  |  |
|                                    | Parciales: 24–36, 33–25, 28–17, 36–34        |                 |                                           |                                             |  |  |
|                                    | Estadísticas Elgin Baylor 47 Elgin Baylor 20 | Reporte Pts Reb | Estadísticas Cliff Hagan 26 Bob Pettit 21 | Pabellón: Kiel Auditorium, San Luis, Misuri |  |  |
| Los Angeles lidera las series, 3–2 |                                              |                 |                                           |                                             |  |  |
|                                    |                                              |                 |                                           |                                             |  |  |

| 29 de marzo           | St. Louis Hawks                                     | 114–113         | Los Angeles Lakers                           | |  |  |
|                       | Parciales: 30–21, 29–23, 24–26, 17–30 (T.E.: 14–13) |                 |                                              | |  |  |
|                       | Estadísticas Bob Pettit 31 Bob Pettit 21            | Reporte Pts Reb | Estadísticas Elgin Baylor 39 Elgin Baylor 21 | Pabellón: Los Angeles Memorial Sports Arena, Los Ángeles, California Asistencia: 14 840 espectadores |  |  |
| Series empatadas, 3–3 |                                                     |                 |                                              | |  |  |
|                       |                                                     |                 |                                              | |  |  |

| 1 de abril                     | Los Angeles Lakers                                    | 103–105         | St. Louis Hawks                          |                                             |  |  |
|                                | Parciales: 28–22, 20–27, 30–32, 25–24                 |                 |                                          |                                             |  |  |
|                                | Estadísticas Elgin Baylor 39 Baylor, West 12 cada uno | Reporte Pts Reb | Estadísticas Bob Pettit 31 Bob Pettit 17 | Pabellón: Kiel Auditorium, San Luis, Misuri |  |  |
| St. Louis gana las series, 4–3 |                                                       |                 |                                          |                                             |  |  |
|                                |                                                       |                 |                                          |                                             |  |  |

Este fue el quinto encuentro de playoffs entre estos dos equipos, con los Hawks ganando tres de los primeros cuatro encuentros mientras que los Lakers tenían su base en Minneapolis.
| 1956 | St. Louis Hawks | 2–1 | Minneapolis Lakers |                                            |
|      |                 |     |                    |                                            |
|      |                 |     |                    | Pabellón: 1956 Western Division Semifinals |

| 1957 | St. Louis Hawks | 3–0 | Minneapolis Lakers |                                        |
|      |                 |     |                    |                                        |
|      |                 |     |                    | Pabellón: 1957 Western Division Finals |

| 1959 | St. Louis Hawks | 2–4 | Minneapolis Lakers |                                        |
|      |                 |     |                    |                                        |
|      |                 |     |                    | Pabellón: 1959 Western Division Finals |

| 1960 | St. Louis Hawks | 4–3 | Minneapolis Lakers |                                        |
|      |                 |     |                    |                                        |
|      |                 |     |                    | Pabellón: 1960 Western Division Finals |

## Finales de la NBA: (E1) Boston Celtics vs. (W1) St. Louis Hawks
| 2 de abril                    | St. Louis Hawks                                                          | 95–129               | Boston Celtics                                           |                                                                                |  |  |
|                               | Parciales: 26–30, 22–26, 25–35, 22–38                                    |                      |                                                          |                                                                                |  |  |
|                               | Estadísticas Cliff Hagan 33 Cliff Hagan 13 Hagan, Sauldsberry 4 cada uno | Reporte Pts Reb Asts | Estadísticas Tom Heinsohn 26 Bill Russell 31 Bob Cousy 7 | Pabellón: Boston Garden, Boston, Massachusetts Asistencia: 11 531 espectadores |  |  |
| Boston lidera las series, 1–0 |                                                                          |                      |                                                          |                                                                                |  |  |
|                               |                                                                          |                      |                                                          |                                                                                |  |  |

| 5 de abril               | St. Louis Hawks                                         | 108–116              | Boston Celtics                                         |                                                                                |  |  |
|                          | Parciales: 32–27, 20–26, 23–31, 33–32                   |                      |                                                        |                                                                                |  |  |
|                          | Estadísticas Cliff Hagan 40 Bob Pettit 19 Cliff Hagan 6 | Reporte Pts Reb Asts | Estadísticas Bob Cousy 26 Bill Russell 28 Bob Cousy 14 | Pabellón: Boston Garden, Boston, Massachusetts Asistencia: 13 909 espectadores |  |  |
| Boston leads series, 2–0 |                                                         |                      |                                                        |                                                                                |  |  |
|                          |                                                         |                      |                                                        |                                                                                |  |  |

| 8 de abril                    | Boston Celtics                                                            | 120–124              | St. Louis Hawks                                     |                                                                           |  |  |
|                               | Parciales: 31–28, 35–38, 31–32, 23–26                                     |                      |                                                     |                                                                           |  |  |
|                               | Estadísticas Russell, Heinsohn 24 cada uno Bill Russell 23 Bill Russell 9 | Reporte Pts Reb Asts | Estadísticas Bob Pettit 31 Bob Pettit 24 Si Green 7 | Pabellón: Kiel Auditorium, San Luis, Misuri Asistencia: 8468 espectadores |  |  |
| Boston lidera las series, 2–1 |                                                                           |                      |                                                     |                                                                           |  |  |
|                               |                                                                           |                      |                                                     |                                                                           |  |  |

| 9 de abril                    | Boston Celtics                                                       | 119–104              | St. Louis Hawks                                        |                                                                             |  |  |
|                               | Parciales: 28–31, 24–25, 39–26, 28–22                                |                      |                                                        |                                                                             |  |  |
|                               | Estadísticas Cousy, Sanders 22 cada uno Bill Russell 24 Bob Cousy 12 | Reporte Pts Reb Asts | Estadísticas Bob Pettit 40 Bob Pettit 18 Cliff Hagan 7 | Pabellón: Kiel Auditorium, San Luis, Misuri Asistencia: 10 442 espectadores |  |  |
| Boston lidera las series, 3–1 |                                                                      |                      |                                                        |                                                                             |  |  |
|                               |                                                                      |                      |                                                        |                                                                             |  |  |

| 11 de abril                 | St. Louis Hawks                                                              | 112–121              | Boston Celtics                                            |                                                                                |  |  |
|                             | Parciales: 39–33, 22–29, 23–37, 28–22                                        |                      |                                                           |                                                                                |  |  |
|                             | Estadísticas Bob Pettit 24 Pettit, Sauldsberry 11 cada uno Johnny McCarthy 6 | Reporte Pts Reb Asts | Estadísticas Bill Russell 30 Bill Russell 38 Bob Cousy 12 | Pabellón: Boston Garden, Boston, Massachusetts Asistencia: 13 909 espectadores |  |  |
| Boston gana las series, 4–1 |                                                                              |                      |                                                           |                                                                                |  |  |
|                             |                                                                              |                      |                                                           |                                                                                |  |  |

- Último partido de Bill Sharman en la NBA.

Este fue el cuarto encuentro de playoffs entre estos dos equipos, con los Celtics ganando dos de los primeros tres encuentros.
| 1957 | Boston Celtics | 4–3 | St. Louis Hawks |                           |
|      |                |     |                 |                           |
|      |                |     |                 | Pabellón: 1957 NBA Finals |

| 1958 | Boston Celtics | 2–4 | St. Louis Hawks |                           |
|      |                |     |                 |                           |
|      |                |     |                 | Pabellón: 1958 NBA Finals |

| 1960 | Boston Celtics | 4–3 | St. Louis Hawks |                           |
|      |                |     |                 |                           |
|      |                |     |                 | Pabellón: 1960 NBA Finals |